# La Patrulla Espacial
La Patrulla Espacial es una banda de hard rock, rock psicodélico y soul psicodélico de la ciudad de La Plata, provincia de Buenos Aires, integrada por músicos de la patagonia argentina. Actualmente sus miembros son Werner Schneider (bajo y voz), Lucas Borthiry (guitarra y voz). Tulio Simeoni (batería) y Fernando Naón (guitarra) de Buenos Aires .
Su estilo musical tiene diferentes raíces. Teniendo como base el sonido del rock psicodélico (The Jimy Hendrix Experience, Black Sabbath, Spacemen 3), y el hard rock (Thinn Lizzy, AC/DC, Kiss), construye una interpretación muy personal, que puede relacionarse, por un lado, con las primeras bandas de rock argentino (Los Gatos, Pescado Rabioso, Manal, Pappo s blues, Riff, V8), y por el otro, con el de las raíces afroamericanas de la música pop (soul, blues, jazz, R&B, música electrónica).
El guitarrista y cantante Lucas Borthiry afirma que durante la evolución musical de la banda fueron "descubriendo el enlace entre el blues, el soul, la música pesada, la canción, la psicodelia y el pop" .

## Historia
En el año 2005, Werner Schneider, Lucas Borthiry, Tomas Vilche y Tulio Simeoni, todos oriundos de la patagonia argentina, comienzan a darle inicios a la primera formación de La Patrulla Espacial .
En 2006 lanzaron el debut "Boogie en la luna", un E.P de cuatro canciones editado por los sellos independientes "De la Flor Solar" (España) y el sello virtual Mandarina Records (Argentina).
En 2008 editan "Todos los ocasos", con los mismos sellos, que cuenta con la participación de Shaman Herrera en guitarra acústica, quien ya había colaborado con la banda como productor de "Boogie en la luna" .
En 2011 editan su segundo L.P. (S/N) , esta vez en conjunto con el sello independiente Sadness , que también fue editado por el sello alemán Nasoni Records. Ese mismo año editan el simple "En el aire", con la voz de Werner Schneider, quien desde ese momento comienza a ser el vocalista de las siguientes grabaciones de la banda hasta la actualidad (junto con Lucas Borthiry). Este simple está incluido en el álbum conceptual colectivo inspirado en la obra de Héctor Germán Oesterheld, El Eternauta, titulado "Los ellos" , editado por el sello argentino Concepto cero.
En 2014 editan "Hechizo de amor", un simple de dos canciones que cuenta con la participación de Walter Broide (Los Natas, Poseidótica) en batería, Esteban Cárdenas (productor del disco S/N) en guitarra, y Martín Rodríguez (Poseidótica) en bajo. A finales de ese año, durante el transcurso de la producción de lo que sería su tercer L.P., Tomas Vilche se retira de la banda. Luego, y con una formación de tres integrantes, editan "El Resplandor" , de forma totalmente independiente, para ser difundido a través de la página web del grupo.

Al año siguiente es incorporado al grupo el guitarrista de Los Cataclismos, Fernando Naón, con quien editan "Sobredosis", un tema adelanto de lo que sería su tercer L.P . 
"Las dos guitarras son muy importantes en toda nuestra música, siempre apuntamos en esa dirección (...)". Lucas Borthiry 
En 2017 editan "Sobredosis", el último L.P. hasta la actualidad, grabado por un sello creado por ellos mismos Catedral Discos, que cuenta con el trabajo vocal de Lucas Borthiry y Werner Schneider. En este disco, la banda le da otro sentido a su sonido, tratando de mantener su estilo original marcado por el rock, pero incorporando influencias de la música electrónica. 
Todo empieza a sonar mucho más ajustado y prolijo, estamos queriendo llevar las cosas a otro nivel (...)". Lucas Borthiry. 

## Anexo
Músicos invitados:
Pablo Zermoglio (armónica) en Boogie en la luna, Todos los ocasos, S/N.
Federico Terranova (violín) en S/N, Sobredosis.
Guido Wardak (chelo) en Sobredosis.

## Discografía
Discos de estudio:
- Todos los ocasos (2008)
- S/N (La Patrulla Espacial) (2011)
- Sobredosis (2017)

E.P y sencillos:
- Boogie en la luna (2006)
- En el aire (varios artistas) (2011)
- Hechizo de amor (2014)
- El resplandor (2014) simple
- Sobredosis (2015) simple